# سبايس جيرلز : أعطيك كل شيء
سبايس جيرلز: أعطيك كل شيء هو فيلم وثائقي تم إصداره عام 2007 متزامناً مع عودة لم الشمل لفرقة فتيات البوب البريطانية السبايس جيرلز.

## وصلات خارجية
- سبايس جيرلز : أعطيك كل شيء على موقع IMDb (الإنجليزية)
- سبايس جيرلز : أعطيك كل شيء على موقع قاعدة بيانات الفيلم (الإنجليزية)
- سبايس جيرلز : أعطيك كل شيء على موقع ليتربوكسد (الإنجليزية)